# La Plateforme
Série
La Plateforme 2
(2024)
Pour plus de détails, voir Fiche technique et Distribution.
La Plateforme (El hoyo) est un film espagnol réalisé par Galder Gaztelu-Urrutia, sorti en 2019.
Une suite, intitulée La Plateforme 2, est sortie le 4 octobre 2024.

## Synopsis
Dans une prison verticale appelée « la fosse », des prisonniers sont répartis deux par deux sur des dizaines de niveaux. Tous les mois, les niveaux sont réattribués de manière aléatoire, chaque paire de prisonniers pouvant se retrouver plus haut ou, au contraire, bien plus en profondeur.
Au sommet de la prison, des cuisiniers de haut rang concoctent des plats succulents. Chaque jour, ces plats sont déposés sur une plateforme qui parcourt la fosse verticalement de haut en bas en s'arrêtant brièvement à chaque étage. Les deux prisonniers du niveau 1 ont donc accès à toute la nourriture préparée, ceux du niveau 2 disposent des restes, et ainsi de suite jusqu'au niveau le plus bas. Plus la plateforme descend, moins il reste de nourriture.
Incarcéré à sa demande, Goreng se réveille au niveau 48, niveau intermédiaire où il peut encore espérer trouver de la nourriture. Son colocataire, prénommé Trimagasi, lui explique le fonctionnement de la fosse et de la plateforme. Ayant déjà passé du temps à des niveaux bien inférieurs, celui-ci n'a que faire des prisonniers des niveaux du dessous et s'empiffre tant qu'il peut. Goreng apprend également qu'il n'est pas possible de conserver de la nourriture sous peine de voir la température de la pièce s'élever ou s'abaisser à des niveaux mortels. Il constate que la fosse est régie par un système égoïste où seuls ceux qui ont la chance d'être en haut survivent ; ceux des niveaux inférieurs sont condamnés à mourir de faim, à s'entredévorer ou à se jeter, par désespoir, dans le puits permettant le passage de la plateforme.
Un jour, Goreng constate qu'une jeune femme, Miharu, se déplace de niveau en niveau, assise sur la plateforme. Trimagasi lui conseille de l'ignorer, celle-ci étant à la recherche de son enfant et n'hésitant pas à tuer quiconque se mettrait en travers de sa route.
Le premier mois touche à sa fin et un gaz est diffusé afin d'endormir les prisonniers. La redistribution des niveaux peut alors avoir lieu.
Lorsque Goreng se réveille, il est attaché au lit. Trimagasi lui explique qu'il a été contraint de faire cela pour assurer sa sécurité. En effet, les deux se sont retrouvés au niveau 171, sans aucun espoir de voir arriver de la nourriture. Au bout de huit jours,  Trimagasi, affamé, entreprend de découper un lambeau de chair de Goreng pour se nourrir. Au même moment, Miharu apparait sur la plateforme et l'en empêche. Elle libère Goreng qui s'empresse de tuer Trimagasi. Il finit le mois en se nourrissant des restes de son colocataire, ce qui hante ensuite ses pensées.
Le troisième mois, Goreng partage le niveau 33 avec Imoguiri et son chien, Ramses II. Il reconnait alors la personne qui l'a recruté pour intégrer la fosse. Celle-ci avoue ne pas avoir été au courant de ce qui se passait dans la prison et explique être venue de son plein gré pour améliorer les choses avant qu'un cancer en phase terminale ne l'emporte. Imoguiri essaye, en vain, de convaincre les détenus du niveau inférieur de se rationner pour permettre à tout le monde de se nourrir. Selon elle, la plateforme contient suffisamment de nourriture pour tous les niveaux qui composent la fosse, qu'elle estime au nombre de 200.
Le quatrième mois, Goreng se réveille au niveau 202 et découvre qu'Imoguiri s'est pendue. Hanté par des visions de Trimagasi et d'Imoguiri, il survit en se nourrissant de la chair de cette dernière.
Le cinquième mois, il a la chance de se réveiller au niveau 6, en compagnie d'un autre détenu, Baharat. Celui-ci nourrit l'idée de rejoindre le premier niveau mais se heurte au mépris de ceux du niveau supérieur qui refusent de l'aider dans son ascension. Goreng propose alors à Baharat de gérer eux-mêmes le rationnement pour toute la fosse en montant sur la plateforme et en distribuant la nourriture à chaque étage. Il espère ainsi renverser le système égoïste qui régit cet endroit et atteindre le dernier niveau pour ensuite remonter au sommet. Les deux s'arment et commencent à descendre. Au cours de leur périple, ils croisent le sage Sr. Brambang qui loue leur entreprise mais qui note l'absence de message. Il suggère alors de garder intact le plat le plus désirable de la plateforme afin que l'Administration, au niveau 0, constate que son système s'est effondré, les détenus ayant compris comment s'entendre et survivre en s'aidant les uns les autres. Goreng et Baharat choisissent de protéger une panacotta et poursuivent leur descente. Plus bas, ils retrouvent Miharu agonisant aux mains de deux détenus violents et sans pitié. Ils tentent de la sauver, en vain. Bien que grièvement blessés, ils survivent à ce combat. La descente se poursuit, niveau après niveau, pour finalement atteindre le niveau 333. Ils y retrouvent la fille de Miharu, terrée sous un lit et terrorisée. Goreng insiste pour lui donner la panacotta. Baharat, dans son dernier souffle, déclare que le message est en fait l'enfant et qu'elle doit remonter au niveau 0. Goreng et l'enfant remontent sur la plateforme qui continue de s'enfoncer plus bas dans les ténèbres avant de finalement s'immobiliser sur le sol.
Dans une hallucination, Goreng croit voir Trimagasi au loin. Il se lève et part le rejoindre alors que la plateforme remonte à toute vitesse vers le niveau 0, avec l'enfant à son bord.

## Fiche technique
- Titre original : El hoyo
- Titre français : La Plateforme
- Réalisation : Galder Gaztelu-Urrutia
- Scénario : David Desola et Pedro Rivero
- Musique : Aránzazu Calleja
- Direction artistique : Azegiñe Urigoitia
- Décors : Yon Gijón
- Costumes : Azegiñe Urigoitia
- Photographie : Jon D. Domínguez
- Montage : Elena Ruiz et Haritz Zubillaga
- Pays d'origine :  Espagne
- Format : couleur - 35 mm - 2,35:1 - Dolby
- Genre : horreur, science-fiction, thriller
- Durée : 94 minutes
- Dates de sortie :
  - Canada : 6 septembre 2019 (Festival international du film de Toronto 2019)
  - Espagne : 8 novembre 2019
  - France : 20 mars 2020 (Netflix)

## Distribution
- Ivan Massagué (VF : Alexis Victor) : Goreng
- Antonia San Juan (VF : Josiane Pinson) : Imoguiri
- Zorion Eguileor (VF : Jacques Bouanich) : Trimagasi
- Emilio Buale (VF : Gilles Morvan) : Baharat
- Alexandra Masangkay : Miharu
- Eric Goode (VF : Benoît Allemane) : señor Brambang
- Zihara Llana : Mali
- Mario Pardo (VF : José Luccioni) : l'ami de Baharat

## Production
En mai 2023, Netflix annonce que le film aura une suite, Galder Gaztelu-Urrutia assurera à nouveau la réalisation. La Plateforme 2 est mis en ligne le 4 octobre 2024.

## Autour du film
La métaphore entre la plateforme et les classes sociales est évidente : les gens du haut n'ont que faire des gens se trouvant en dessous. Ils s'empiffrent et gaspillent la nourriture, laissant ceux du bas mourir de faim. La faim étant l'élément déclencheur des atrocités commises aux étages inférieurs (cannibalisme, homicides, etc.). Il semble que seule la loi de la jungle permette de survivre 30 jours sans nourriture. Un des prisonniers révèlera au personnage principal : « Il y a trois catégories de personnes, celles qui sont au dessus, celles qui sont en dessous et celles qui tombent. »
Le film fait implicitement référence au nombre de la Bête. En effet, l'une des dernières scènes indique que le niveau ultime est le 333e. Avec deux personnes par niveau, le nombre de prisonniers est donc de 666.
Le film soulève de nombreuses interrogations et, face aux questions des spectateurs, Netflix a réalisé et mis en ligne une vidéo expliquant les intentions du réalisateur et les différentes interprétations envisageables.

## Distinctions

### Récompenses
- Festival international du film de Toronto 2019 : prix du public dans la section Midnight Madness[4]
- Festival international du film de Catalogne 2019 : prix du meilleur film, prix du public et prix des meilleurs effets spéciaux[5]
- Goyas 2020 : Goya des meilleurs effets spéciaux
- Prix du cinéma européen 2020 : Meilleurs effets spéciaux[6]

### Sélection
- Festival du film de Turin 2019 : sélection en compétition officielle